# Skate America 2007
Navigation
Édition précédente Édition suivante
Le Skate America est une compétition internationale de patinage artistique qui se déroule aux États-Unis au cours de l'automne. Il accueille des patineurs amateurs de niveau senior dans quatre catégories: simple messieurs, simple dames, couple artistique et danse sur glace.
Le vingt-sixième Skate America est organisé du 25 au 28 octobre 2007 au Sovereign Center de Reading en Pennsylvanie. Il est la première compétition du Grand Prix ISU senior de la saison 2007/2008.

## Résultats

### Messieurs

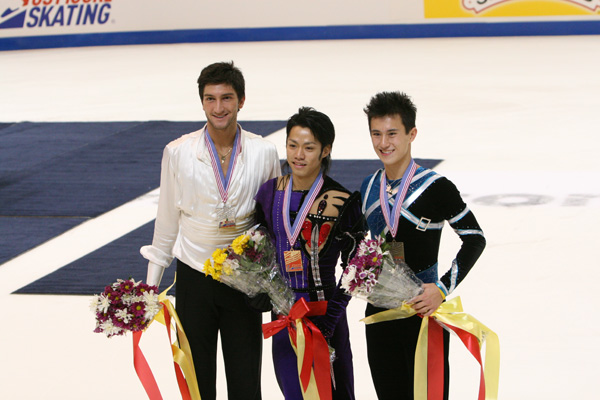
Podium des Messieurs

| Rang | Nom                  | Pays       | Points | Programme court | Programme court | Programme libre | Programme libre |
| ---- | -------------------- | ---------- | ------ | --------------- | --------------- | --------------- | --------------- |
| 1    | Daisuke Takahashi    | Japon      | 228.97 | 1               | 80.04           | 2               | 148.93          |
| 2    | Evan Lysacek         | États-Unis | 220.08 | 2               | 67.70           | 1               | 152.38          |
| 3    | Patrick Chan         | Canada     | 213.33 | 3               | 67.47           | 3               | 145.86          |
| 4    | Stephen Carriere     | États-Unis | 196.33 | 6               | 66.85           | 4               | 129.48          |
| 5    | Alban Préaubert      | France     | 194.40 | 4               | 67.05           | 5               | 127.35          |
| 6    | Ryan Bradley         | États-Unis | 181.66 | 8               | 58.69           | 6               | 122.97          |
| 7    | Andrei Lutai         | Russie     | 180.88 | 5               | 66.91           | 8               | 113.97          |
| 8    | Takahiko Kozuka      | Japon      | 177.47 | 10              | 56.25           | 7               | 121.22          |
| 9    | Kevin Reynolds       | Canada     | 169.12 | 7               | 59.25           | 9               | 109.87          |
| 10   | Yasuharu Nanri       | Japon      | 153.99 | 9               | 57.84           | 12              | 96.15           |
| 11   | Kristoffer Berntsson | Suède      | 152.52 | 11              | 54.15           | 10              | 98.37           |
| 12   | Karel Zelenka        | Italie     | 144.51 | 12              | 46.14           | 11              | 98.37           |

### Dames

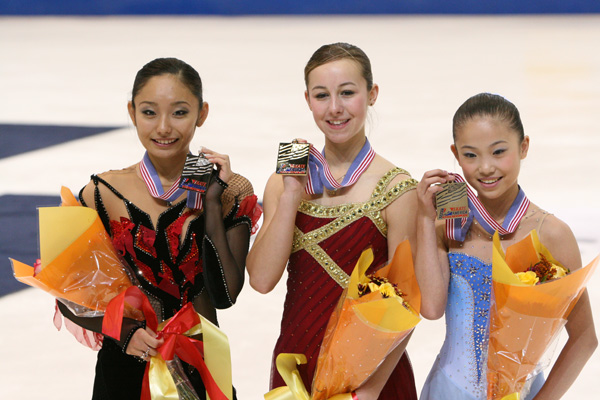
Podium des Dames

| Rang | Nom                  | Pays       | Points | Programme court | Programme court | Programme libre | Programme libre |
| ---- | -------------------- | ---------- | ------ | --------------- | --------------- | --------------- | --------------- |
| 1    | Kimmie Meissner      | États-Unis | 163.23 | 1               | 59.24           | 2               | 103.99          |
| 2    | Miki Ando            | Japon      | 161.89 | 2               | 56.58           | 1               | 105.31          |
| 3    | Caroline Zhang       | États-Unis | 153.35 | 3               | 56.48           | 3               | 96.87           |
| 4    | Emily Hughes         | États-Unis | 140.50 | 4               | 47.66           | 5               | 92.84           |
| 5    | Mira Leung           | Canada     | 139.14 | 6               | 46.04           | 4               | 93.10           |
| 6    | Elene Gedevanishvili | Géorgie    | 126.06 | 11              | 38.30           | 6               | 87.76           |
| 7    | Alexandra Ievleva    | Russie     | 124.84 | 8               | 44.78           | 7               | 80.06           |
| 8    | Mai Asada            | Japon      | 120.49 | 5               | 47.66           | 9               | 73.67           |
| 9    | Tuğba Karademir      | Turquie    | 119.26 | 10              | 41.58           | 8               | 77.68           |
| 10   | Valentina Marchei    | Italie     | 116.44 | 9               | 44.64           | 10              | 71.80           |
| 11   | Xu Binshu            | Chine      | 112.46 | 7               | 45.16           | 11              | 67.30           |

### Couples

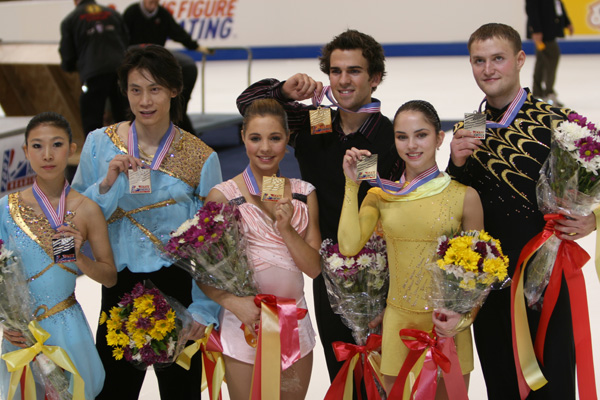
Podium des couples artistiques

| Rang | Nom                               | Pays        | Points | Programme court | Programme court | Programme libre | Programme libre |
| ---- | --------------------------------- | ----------- | ------ | --------------- | --------------- | --------------- | --------------- |
| 1    | Jessica Dubé / Bryce Davison      | Canada      | 173.26 | 1               | 60.80           | 1               | 112.46          |
| 2    | Pang Qing / Tong Jian             | Chine       | 165.19 | 2               | 60.32           | 2               | 104.87          |
| 3    | Vera Bazarova / Yuri Larionov     | Russie      | 159.58 | 3               | 56.76           | 3               | 102.82          |
| 4    | Amanda Evora / Mark Ladwig        | États-Unis  | 140.40 | 4               | 46.18           | 4               | 94.22           |
| 5    | Meeran Trombley / Laureano Ibarra | États-Unis  | 132.42 | 5               | 45.48           | 5               | 86.94           |
| 6    | Laura Magitteri / Ondřej Hotárek  | Italie      | 114.66 | 7               | 38.76           | 6               | 75.90           |
| 7    | Stacey Kemp / David King          | Royaume-Uni | 109.27 | 6               | 44.74           | 7               | 64.53           |

### Danse sur glace

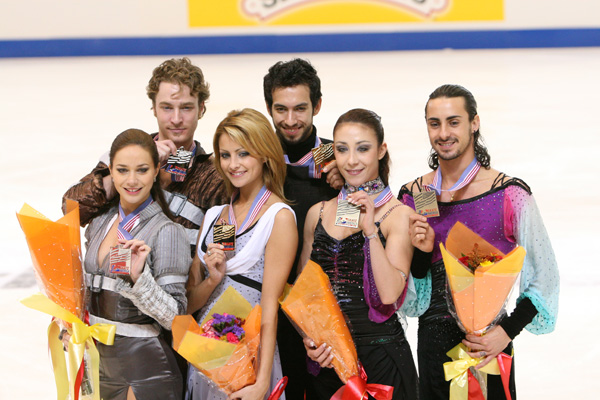
Podium de la danse sur glace

| Rang | Nom                                 | Pays        | Points | Danse imposée | Danse imposée | Danse originale | Danse originale | Danse libre | Danse libre |
| ---- | ----------------------------------- | ----------- | ------ | ------------- | ------------- | --------------- | --------------- | ----------- | ----------- |
| 1    | Tanith Belbin / Benjamin Agosto     | États-Unis  | 192.95 | 1             | 36.03         | 1               | 59.24           | 1           | 97.68       |
| 2    | Nathalie Péchalat / Fabian Bourzat  | France      | 181.84 | 2             | 34.56         | 2               | 56.95           | 2           | 90.33       |
| 3    | Federica Faiella / Massimo Scali    | Italie      | 172.28 | 3             | 31.43         | 3               | 54.56           | 3           | 86.29       |
| 4    | Meryl Davis / Charlie White         | États-Unis  | 168.79 | 5             | 30.16         | 4               | 52.84           | 4           | 85.79       |
| 5    | Kristin Fraser / Igor Lukanin       | Azerbaïdjan | 167.80 | 4             | 31.19         | 5               | 51.23           | 5           | 85.38       |
| 6    | Kimberly Navarro / Brent Bommentre  | États-Unis  | 159.93 | 6             | 27.90         | 6               | 51.13           | 6           | 80.90       |
| 7    | Alexandra Zaretski / Roman Zaretski | Israël      | 157.85 | 7             | 27.80         | 7               | 51.12           | 8           | 78.93       |
| 8    | Ekaterina Rubleva / Ivan Shefer     | Russie      | 151.58 | 8             | 26.95         | 8               | 45.46           | 7           | 79.17       |
| 9    | Cathy Reed / Chris Reed             | Japon       | 142.63 | 9             | 26.47         | 9               | 43.79           | 9           | 72.37       |
| 10   | Yu Xiaoyang / Wang Chen             | Chine       | 135.29 | 10            | 22.14         | 10              | 43.19           | 10          | 69.96       |

## Sources
- Résultats du Skate America 2007 sur le site de l'ISU
- Patinage Magazine N°110 (Décembre 2007-Janvier 2008)